# Songdžosimni
Songdžosimni (korejsko 성저십리; handža: 城底十里 ali včasih romanizirano kot Songdžo Šibri) je bilo obrobno območje glavnega mesta Čosonov, Hansongbu (한성부), kar dobesedno pomeni območje 10 Ri (korejskih milj) okoli seulskega trdnjavskega obzidja. Čeprav je bilo to območje zunaj trdnjavskega obzidja, je bilo očitno predmestje znotraj mestnih meja Hansongbuja. Čeprav je bilo predvsem stanovanjsko območje, so nekatere njegove komponente igrale pomembno vlogo v vladnih funkcijah Čosonov, vključno z diplomacijo in obrambo.

## Zgodovina, meje in funkcija

### Čoson
Songdžosimni je bil že od samega začetka del novega glavnega mesta dinastije Čoson, Hansonga. Medtem ko so se znotraj njega spreminjale specifične upravne razmejitve, se zunanja meja v celotnem obdobju dinastije Čoson skoraj nikoli ni spremenila. Zgodovinski zapisi v Čosonih, vključno z Resnični zapisi dinastije Čoson, opisujejo mejo dinastije na naslednji način: severno do Doksučona (덕수천), južno do Norjanga (노량), vzhodno do Songjevona (송계원) in zahodno do Janghvadžina (양화진). Ti zapisi kažejo, da specifično območje Songdžosimnija ni bilo natančno 10 Ri oddaljeno od trdnjavskega obzidja, temveč približno 10 Ri, saj ni bilo posodobljene kartografske tehnologije za merjenje razdalje v ravni črti.
V zgodnjem obdobju dinastije Čoson je bila ena glavnih funkcij Songdžosimnije gojenje dreves za zagotavljanje lesnih materialov nacionalni vladi. Za dosego te politike so bila nova naselja in krčenje gozdov v Songdžosimniju strogo prepovedana. Namesto tega so to redko poseljeno območje zapolnile vladne žitnice za shranjevanje davkov, plačanih za žito, diplomatske misije in vojaške postojanke za obrambo glavnega mesta. Ker ni bilo priglasljive skupine prebivalstva, nacionalna vlada dinastije Čoson v zgodnjem obdobju ni posvečala veliko pozornosti lokalnemu upravljanju Songdžosimnija. Čeprav so bili prebivalci očitno pod jurisdikcijo Hansonga, je nacionalna vlada včasih spregledala druge oblasti, ki so upravljale sosednje lokalne regije zunaj mesta Hansong, da bi mobilizirala prebivalce v Songdžosimniju.
Ker pa je središče mesta Hansong znotraj trdnjavskega obzidja konec 15. stoletja postalo prenatrpano, je nacionalna vlada poskušala preoblikovati Songdžosimni v stanovanjsko območje. Ta novi pristop je podprla tudi rast kmetijstva in trgovine v srednjem obdobju dinastije Čoson, kar je povzročilo blaginjo Songdžosimnija kot predmestja središča mesta Hansong v poznem obdobju dinastije Čoson. Na primer, v času vladavine kralja Sedžonga je bilo v Songdžosimniju 1779 gospodinjstev, znotraj trdnjavskega obzidja pa 17015. Nato se je leta 1789, ko je vladal kralj DŽongdžo, število prvih povečalo na 21.835, drugih pa le na 22.094. Ta ogromna gospodarska in družbena rast Songdžosimnija je konec 18. stoletja pritegnila pozornost nacionalne vlade.:124 Tako je med letoma 1751 in 1788 nacionalna vlada Čosonov prerazporedila upravne delitve Hansonga, da bi pojasnila, da lokalna uprava Songdžosimnija pripada izključno mestu Hansong.

### Korejsko cesarstvo in kolonialna Koreja
Med kratko vladavino Korejskega cesarstva se je nacionalna vlada poskušala industrializirati. Nekatera od teh prizadevanj so bila vložena v območje Songdžosimni, zlasti okoli Sodemuna, na primer izboljšanje cest za logistiko.:306–309 Ko pa je Japonski imperij prevzel kolonialno oblast nad Korejo, je bila glavna skrb japonske vlade zaščita interesov Japoncev v Koreji. Japonski prebivalci v kolonialnem Čosonu so bili večinoma skoncentrirani okoli južne strani znotraj trdnjavskega obzidja, območja, ki so ga Korejci poimenovali 'Namčon' (남촌; dobesedno 'južna vas'), drugo območje, naseljeno z Japonci, pa je bil Jongsan. Zaradi tega geografskega statusa je japonska generalna vlada leta 1914 spremenila ime glavnega mesta kolonialnega Čosona iz 'Hansong' v 'Keidžō' in zmanjšala mestne meje na območja, ki so bila zelo blizu trdnjavskega obzidja in Jongsanu. Ker pa je bilo to nenadno krčenje mestnih meja Keidžo (Seul) nerealno, saj je mesto raslo hitreje kot kdaj koli prej, je moral generalni vladni urad razširiti mestne meje Keidžo. Ta sprememba politike leta 1936 je večino glavnega območja Songdžosimnija vrnila v mestne meje Keidžo.:106-108

## Dediščina in pomembni kraji
Zgodovino Songdžosimnija je še vedno mogoče najti v sodobnem Seulu, saj številne današnje upravne enote Seula etimološko izvirajo iz Songdžosimnija. Ti etimološki primeri so Jonhui-dong v okrožju Sodemun in okrožju Jongsan.
Najbolj uspešna regija med ljudstvom Songdžosimni v poznem obdobju Čoson je bil kraj, imenovan Sogjo (서교; 西郊), ki ustreza takratnim Gjonam-dongu, Muak-dongu v okrožju Džongno ter Čonjon-dongu in Hjondžo-dongu v okrožju Sodemun. Zasnovan je bil predvsem kot prostor za mednarodne odnose Čosonov, saj je bil Seogjo pomembno vozlišče na prehodu, ki je povezoval glavno mesto Kitajske in Koreje. Na primer, v središču tega kraja je stala znamenita stavba z imenom Mohvagvan (모화관; 慕華館) in njena simbolna vrata Jongunmun. Bil je predvsem državna gostilna za sprejem kitajskih diplomatov, pa tudi dvorana za različne pomembne državne slovesnosti. Drug pomemben objekt je bil Gjongigamjong (경기감영), vladna agencija za lokalno upravljanje okrožja Gjongi-do in obrambo glavnega mesta Hansong. Ti objekti so kasneje spodbudili mednarodni in komercialni razvoj regije Sogjo.